# Yūka Nanri
Yūka Nanri (南里 侑香 Nanri Yūka?,  Sasebo, Prefectura de Nagasaki, 13 de marzo de 1984) es una actriz, seiyū y cantante japonesa, afiliada a Space Craft Entertainment.

## Biografía
Yuuka Nanri debutó en NHK Utatte Odoronpa (うたってオドロンパ?) (un programa educacional) en 1995 como una estrella infantil.
En 1997, se unió al Minami Aoyama Shōjo Kageki Dan (南青山少女歌劇団 South Aoyama Female Opera Group?,  conocido como Nanshō), un stage grupo de chicas que formaron de la séptima generación de miembros, y actuó en musicales y otras actuaciones teatrales. 
Nanri se fue del grupo en agosto del 2001 y debutó como seiyū el mismo año dando vida a la voz de Burbuja en la versión japonesa de Las chicas superpoderosas. Después de esto, oficialmente empezó sus actividades de seiyū como protagonista de Gunslinger Girl. Dio voz a muchos personajes de apariencia débil y gentiles. A través de My-HiME ella interpretó a Nao Yūki, una estudiante de escuela media que disfruta atacar a hombres pervertidos.
Luego en el 2003, Nanri formó tiaraway, un dúo de seiyū junto a la cantante japonesa Saeko Chiba. Luego de lanzar tres sencillos y un álbum, Tiaraway se disolvió el 6 de marzo de 2005 terminando con un único recital en vivo. Nanri y Chiba se separaron en caminos diferentes dando la razón del fin del grupo.
En 2006 Nanri fue pedida para darle voz a Karen Ichijō para la segunda temporada del anime School Rumble, pero ella lo rechazó para interpretar al personaje principal del musical ANGEL GATE ~Haru no Yokan~ (ANGEL GATE～春の予感～ ANGEL GATE ~Spring's Premonition~?), y participar en cuatro actuaciones para el 13 al 16 de abril. Se graduó de la universidad en marzo del mismo año con un grado académico en música vocal.
Nanri es actualmente la vocalista para el proyecto "FictionJunction Yuuka" de Yuki Kajiura. Ella dio su primer concierto solitario, titulado Premium Live 2007, como FictionJunction Yuuka en febrero del 2007.
El primer miniálbum de Nanri, "LIVE ON!", será lanzado el 22 de agosto de 2012.

## Filmografía
Papeles principales están negrita.

### Anime
- Memories Off 2nd (2001 OVA), Megumi Soma
- The Prince of Tennis (2001), Narumi Ijuuin (ep 134)
- Macross Zero (2002 OVA), Mao Nome
- Godannar (2003), Sakura
- Gunslinger Girl (2003), Henrietta
- Mai-HiME (2004), Nao Yuuki, estudiante femenino(ep 22)
- W Wish (2004), Akino Iida
- School Rumble (2004), Karen Ichijou
- Kumo no Mukō, Yakusoku no Basho (2004), Sayuri Sawatari
- Mai-Otome (2005), Juliet Nao Zhang
- School Rumble: Extra Class (2005 OVA), Karen Ichijou
- My-Otome Zwei (2006 OVA), Juliet Nao Zhang
- Sora Kake Girl (2009), Nami Shishidō
- Hōrō Musuko (2011), Saori Chiba
- Sakamichi no Apollon (2012), Ritsuko Mukae
- Blood Lad (2013), Liz T. Blood

### CD Drama
- 7 Seeds (2003), Natsu Iwashimizu[6]
- Mai-HiME (2005), Yuuki Nao
- Mai-Otome (2005), Juliet Nao Zhang

### Videojuegos
- Memories Off 2nd (2001), Megumi Sōma, Nozomi Sōma
- W~Wish (2004), Akino Iida
- D→A:BLACK, Hīro Enomoto
- D→A:WHITE, Hīro Enomoto
- Memories Off After Rain Vol.2 (2005), Megumi Sōma
- My-HiME ~Unmei no Keitōju~ (2005), Nao Yūki
- Musashi: Samurai Legend (2005), Tamie
- Corpse Party BloodCovered: ...Repeated Fear (2010), Mayu Suzumoto
- Corpse Party: Book of Shadows (2011), Mayu Suzumoto
- Corpse Party 2U (2012), Mayu Suzumoto

### Musicales
- Goodbye Girl (グッバイガール Gubbai Gāru?), Lucy
- big
- FUNK-a-STEP
- FUNK-a-STEP2
- Waltz ga Kikoeru? (ワルツが聞こえる? Warutsu ga Kikoeru??)
- Christmas Juliet ~Eve no Kiseki (クリスマスジュリエット～イヴの奇跡～ Kurisumasu Jurietto ~Ivu no Kiseki~?)
- Highschool Revolution ~Ai to Yūki no Tabidachi~ (ハイスクール Revolution～愛と勇気の旅だち～ Haisukūru Revolution ~Ai to Yūki no Tabidachi~?), Satsuki Katayama
- Christmas Juliet ~Eve no Kiseki [Another Showing] (クリスマスジュリエット～イヴの奇跡～ [再演] Kurisumasu Jurietto ~Ivu no Kiseki~ [Saien]?), Akane Saitō
- Nagareboshi no Lullaby (流れ星のララバイ Nagareboshi no Rarabai?), Momoko
- ANGEL GATE ~Haru no Yokan~ (ANGEL GATE～春の予感～?) (2006), Yuri

### Canciones
- Arashi no Hero (嵐の勇者(ヒーロー)?) cover (2011), en el álbum HARVEST

## Sencillos

### Fun! Fun! ★Fantasy
"Fun! Fun! ★Fantasy" es el 4º tema para el anime Selfish Fairy Mirumo de Pon. 

Tracklisting
1. "Fun! Fun! ★Fantasy" (Fun! Fun! ★ふぁんたじー Fun! Fun! ★Fantajī?)
2. "Nanairo Mirai" ( ナナイロミライ?)
3. "Fun! Fun! ★Fantasy (instrumental)"
4. "Nanairo Mirai (instrumental)"

Charts
| Ranking               | Posición pico | Ventas | Tiempo en ranking |
| --------------------- | ------------- | ------ | ----------------- |
| Oricon Weekly Singles | 134           | N/A    | 2 semanas         |

### Odyssey
"Odyssey" es el primer sencillo oficial de Nanri y el opening del anime Dengeki Gakuen RPG: Cross of Venus. 

Tracklisting
1. "Odyssey" ( オデッセイ?)
2. "Dear"
3. "Odyssey (instrumental)"
4. "Dear (instrumental)"

Charts
| Ranking               | Posición pico | Ventas | Tiempo en ranking |
| --------------------- | ------------- | ------ | ----------------- |
| Oricon Weekly Singles | 78            | 1,347  | N/A               |

### Tsukishirube
"Tsukishirube" es el ending del anime Ookami Kakushi. 

Tracklisting
1. Tsukishirube (月導 Guidepost of the Moon?)
2. "Ame no Sanpomichi" (雨の散歩道?)
3. "Tsukishirube (instrumental)"
4. "Ame no Sanpomichi (instrumental)"

Charts
| Ranking               | Posición pico | Ventas | Tiempo en ranking |
| --------------------- | ------------- | ------ | ----------------- |
| Oricon Weekly Singles | 36            | 4,908  | N/A               |

### Shizuku
"Shizuku" es el ending de .hack//Quantum. 

Tracklisting
1. "Shizuku" (雫 Drop?)
  - Vocalists: Yuuka Nanri, Takumi Ozawa, Kaori Nishina
2. "Heart Bible" ( Heartバイブル?)
3. "Shizuku (instrumental)"
4. "Heart Bible (instrumental)"

Charts
| Ranking               | Posición pico | Ventas | Tiempo en ranking |
| --------------------- | ------------- | ------ | ----------------- |
| Oricon Weekly Singles | 89            | 1, 404 | N/A               |

### Kiseki
"Kiseki" es el ending para el anime Sacred Seven. 

Tracklisting
1. "Kiseki" (輝跡 Sparkling Miracle?)
2. "Anata to Watashi no Uta" (あなたと私のうた?)
3. "Kiseki (instrumental)"
4. "Anata to Watashi no Uta (instrumental)"

Charts
| Ranking               | Posición pico | Ventas | Tiempo en ranking |
| --------------------- | ------------- | ------ | ----------------- |
| Oricon Weekly Singles | 23            | 4,022  | N/A               |